# Галахова, Анна Владимировна
Анна Владимировна Галахова (род. 1 июля 1930, Тула) — юрист, специалист по общей теории уголовного права и проблемам квалификации преступлений; выпускница юридического факультета МГУ имени Ломоносова (1954); кандидат юридических наук с диссертацией об уголовной ответственности за превышение власти (1971); доцент Академии МВД СССР, ведущий научный сотрудник Российской правовой академии МЮ РФ (1992—2001), профессор и руководитель отдела уголовного права Российской академии правосудия (2008); заслуженный юрист РФ.

## Работы
Анна Галахова является автором и соавтором более 80 научных публикаций, включая 2 монографии и 13 учебных пособий; участвовала в написании 7 учебников, 7 комментариев к УК РФ. Она специализируется, в основном, на правовых вопросах, связанных с классификацией преступлений — являлась инициатором систематизированного анализа судебной практики в СССР и России:
- «Превышение власти или служебных полномочий. Вопросы уголовно-правовой квалификации» (М., 1978);
- «Судебная практика и совершенствование деятельности правоприменительных органов» (М., 1983);
- «Уголовная ответственность за хозяйственные преступления. Вопросы квалификации» (М., 1987);
- «Уголовная ответственность за преступления против правосудия» (М., 2003, 2005);
- «Уголовный закон в практике мирового судьи» (М., 2005);
- «Суд присяжных: квалификация преступлений и процедура рассмотрения дел» (М., 2005) (составитель и ответственный редактор)